# Kalangat
Kalangat, auch Calangute, ist eine Stadt im indischen Bundesstaat Goa. Sie ist bekannt für ihren Strand und ist ein Touristenziel.
Die Stadt befindet sich in Bardez im Distrikt North Goa. Kalangat hat den Status einer Census Town. Die Stadt ist 1 Ward.

## Demografie
Die Einwohnerzahl der Stadt liegt laut der Volkszählung von 2011 bei 13.810. Kalangat hat ein Geschlechterverhältnis von 918 Frauen pro 1000 Männer und damit einen für Indien häufigen Männerüberschuss. Die Alphabetisierungsrate lag bei 88,2 % im Jahr 2011. Knapp 47 % der Bevölkerung sind Christen, ca. 46 % sind Hindus und ca. 7 % sind Muslime und ca. 1 % gehören einer anderen oder keiner Religion an. 9,2 % der Bevölkerung sind Kinder unter 6 Jahren.

## Wirtschaft
Der Strand ist der größte in Nordgoa und wird von Tausenden einheimischen und internationalen Touristen gleichermaßen besucht. Die Hauptreisezeit ist zu Weihnachten und Neujahr und im Sommer im Mai. Während der Monsunzeit von Juni bis September kann die See rau sein und das Schwimmen ist verboten.